# Enrico Dante
Enrico Dante, italijanski rimskokatoliški duhovnik, škof in kardinal, * 5. julij 1884, Rim, † 24. april 1967.

## Življenjepis
3. julija 1910 je prejel duhovniško posvečenje.
5. januarja 1960 je postal tajnik Kongregacije za obrede.
28. avgusta 1962 je bil imenovan za naslovnega škofa Carpasie in 21. septembra istega leta je prejel škofovsko posvečenje.
22. februarja 1965 je bil povzdignjen v kardinala in imenovan za kardinal-diakona S. Agata de' Goti.